# Clima temperado
O clima temperado caracteriza regiões cuja temperatura varia regularmente ao longo do ano, com a média acima de 10 °C, nos meses mais quentes e entre -3 º e 18 °C, nos meses frios. Possuem quatro estações bem definidas: um verão relativamente quente, um outono com temperaturas gradativamente mais baixas com o passar dos dias, um inverno frio, e uma primavera, com temperaturas gradativamente mais altas com o passar dos dias. A umidade depende da localização e condições geográficas de uma dada região.
Nas regiões dos oceanos localizadas em regiões de climas temperados, diz-se que possuem águas temperadas.

## Classificação dos climas temperados

Na imagem os climas Csa, Csb e Csc são climas mediterrâneos. Já os climas Cwa e Cwb são climas subtropicais e, os climas Dfa e Dfb são climas continentais úmidos.

Nas siglas indicadas abaixo, a segunda letra indica o padrão de precipitação - w indica invernos secos (a média do mês mais seco menor que um décimo da precipitação média do mês de verão mais úmido, ou menos de 30 mm); s indica verões secos (a média do mês mais seco com menos de 30 mm de precipitação e menos de um terço da precipitação do mês de inverno mais chuvoso); f significa precipitação em todas as estações.
A terceira letra indica o nível de temperaturas de verão - a indica que a média do mês mais quente é superior a 22 °C; b indica que a média do mês mais quente é inferior a 22 °C, com pelo menos 4 meses com médias acima de 10 °C; c indica que 3 ou menos meses têm temperaturas médias acima de 10 °C.

### Clima subtropical mediterrânico[1]
Este clima caracteriza regiões situadas entre as latitudes de 30º e 50º. O clima mediterrânico é o único onde a estação fria está associada à estação das chuvas. Os invernos são caracterizados por temperaturas amenas, devido às correntes marítimas quentes. É no inverno que se consegue observar algum índice de precipitação, sendo que no verão a precipitação é quase nula. Os verões são quentes e secos, devido aos centros barométricos de alta pressão. Nas áreas costeiras os verões são mais frescos devido às correntes frias do oceano. O clima mediterrâneo pode ser dividido em três tipos: Csa, Csb e Csc.[carece de fontes?]

#### Clima mediterrâneo de verão quente(Csa)
É caracterizado por ter verões quentes e secos, podendo chegar a até 40 °C, como em Atenas[carece de fontes?] e por invernos suaves e úmidos. O clima mediterrâneo de verão quente tem uma temperatura média acima  de 22 °C no mês mais quente e ter uma média no mês mais frio entre 18 °C e -3 °C ou entre 18 °C e 0 °C em algumas definições. Também é preciso ter pelo menos quatro meses com temperaturas médias acima de 10 °C.[carece de fontes?]

##### Gráficos climatológicos de cidades selecionadas

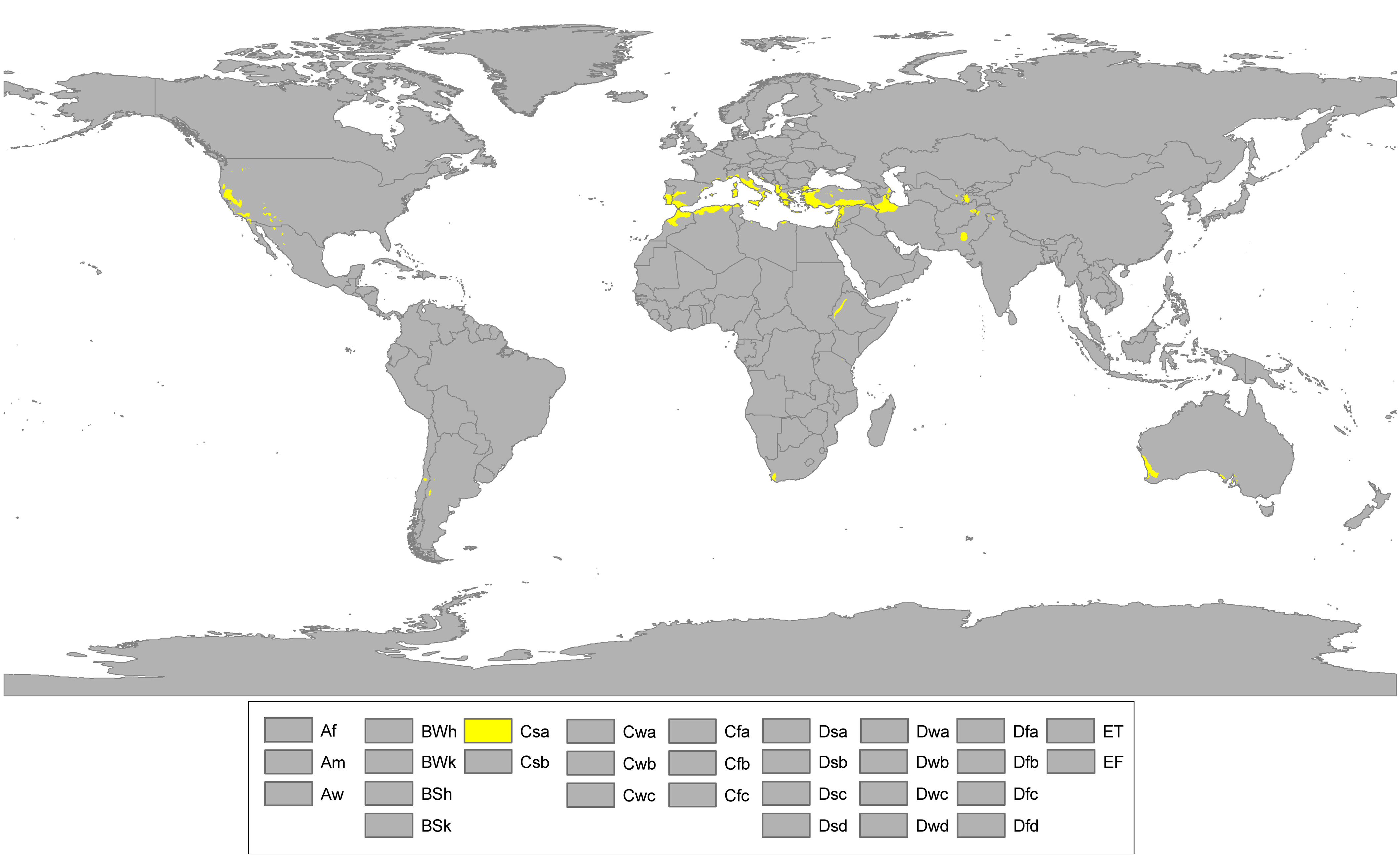
Distribuição geográfica do clima mediterrâneo de verão quente Csa

| Gráfico climático para Valência, Espanha                                       | Gráfico climático para Valência, Espanha | Gráfico climático para Valência, Espanha | Gráfico climático para Valência, Espanha | Gráfico climático para Valência, Espanha | Gráfico climático para Valência, Espanha | Gráfico climático para Valência, Espanha | Gráfico climático para Valência, Espanha | Gráfico climático para Valência, Espanha | Gráfico climático para Valência, Espanha | Gráfico climático para Valência, Espanha | Gráfico climático para Valência, Espanha |
| ------------------------------------------------------------------------------ | ---------------------------------------- | ---------------------------------------- | ---------------------------------------- | ---------------------------------------- | ---------------------------------------- | ---------------------------------------- | ---------------------------------------- | ---------------------------------------- | ---------------------------------------- | ---------------------------------------- | ---------------------------------------- |
| J                                                                              | F                                        | M                                        | A                                        | M                                        | J                                        | J                                        | A                                        | S                                        | O                                        | N                                        | D                                        |
| 37 17 7                                                                        | 36 17 8                                  | 33 19 10                                 | 38 21 12                                 | 39 23 15                                 | 22 27 19                                 | 8 30 22                                  | 20 30 22                                 | 70 28 19                                 | 77 24 15                                 | 47 20 11                                 | 48 17 8                                  |
| Temperaturas em °C • Precipitações em mmFonte: Agencia Estatal de Meteorología |                                          |                                          |                                          |                                          |                                          |                                          |                                          |                                          |                                          |                                          |                                          |

### Clima mediterrâneo de verão fresco(Csb)
Assim como o clima mediterrâneo de verão quente, esse subtipo de clima mediterrâneo tem a temperatura média do mês mais quente superior a 22 °C, e invernos com médias de 18 °C até -3 °C ou 0 °C, dependendo da classificação. Possui um inverno chuvoso, podendo ser ameno ou frio e um verão fresco. O clima mediterrâneo de verão fresco apresenta médias de temperaturas acima de 10 °C em pelo menos três meses do ano.[carece de fontes?]

##### Cidades selecionadas

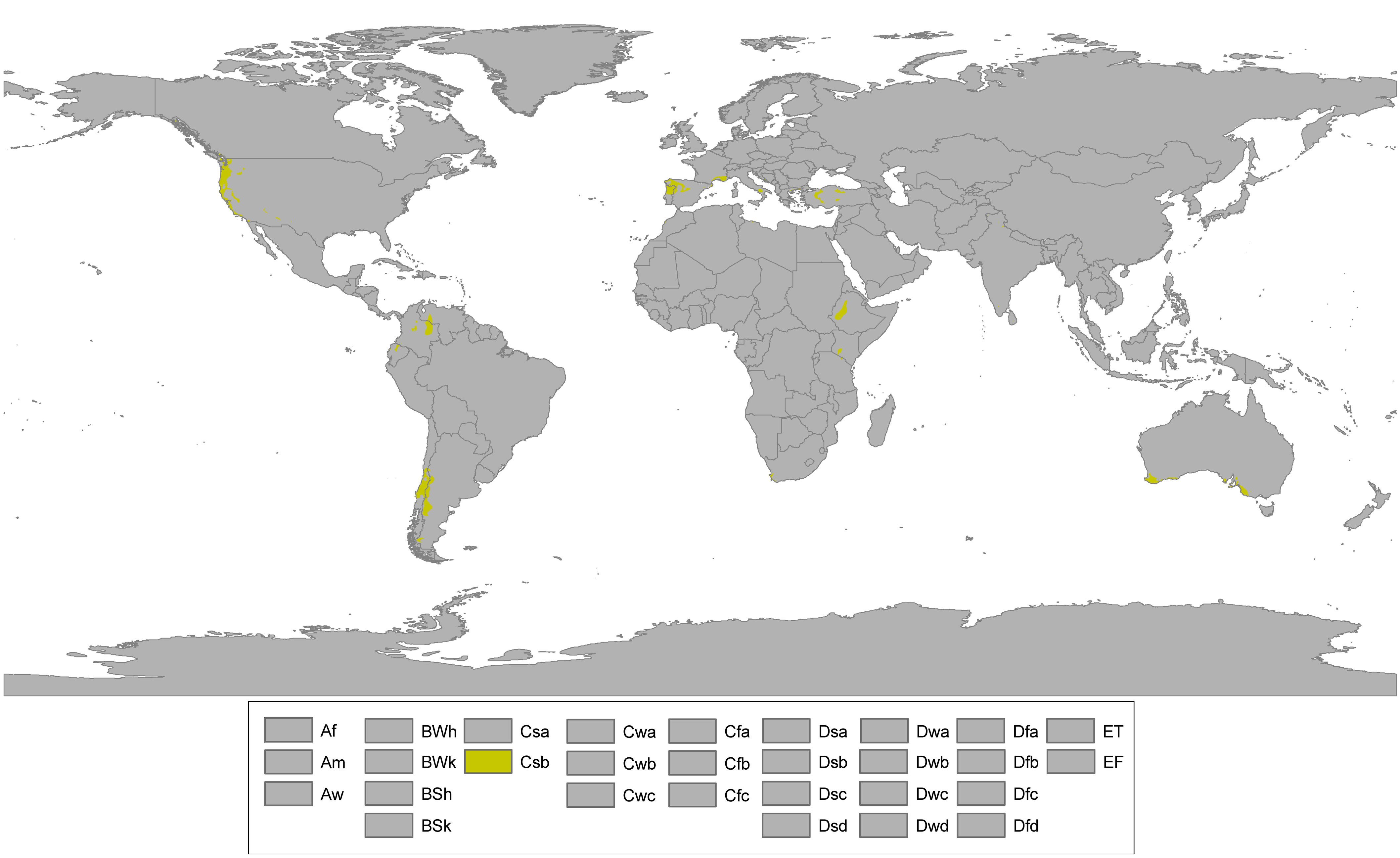
Distribuição geográfica do clima mediterrâneo de verão fresco Csb

| Gráfico climático para Porto, Portugal   | Gráfico climático para Porto, Portugal | Gráfico climático para Porto, Portugal | Gráfico climático para Porto, Portugal | Gráfico climático para Porto, Portugal | Gráfico climático para Porto, Portugal | Gráfico climático para Porto, Portugal | Gráfico climático para Porto, Portugal | Gráfico climático para Porto, Portugal | Gráfico climático para Porto, Portugal | Gráfico climático para Porto, Portugal | Gráfico climático para Porto, Portugal |
| ---------------------------------------- | -------------------------------------- | -------------------------------------- | -------------------------------------- | -------------------------------------- | -------------------------------------- | -------------------------------------- | -------------------------------------- | -------------------------------------- | -------------------------------------- | -------------------------------------- | -------------------------------------- |
| J                                        | F                                      | M                                      | A                                      | M                                      | J                                      | J                                      | A                                      | S                                      | O                                      | N                                      | D                                      |
| 158 14 5                                 | 140 15 6                               | 90 17 7                                | 116 18 9                               | 98 20 11                               | 46 23 14                               | 18 25 16                               | 27 25 15                               | 71 24 15                               | 138 20 12                              | 158 17 8                               | 195 15 7                               |
| Temperaturas em °C • Precipitações em mm |                                        |                                        |                                        |                                        |                                        |                                        |                                        |                                        |                                        |                                        |                                        |

##### Clima mediterrâeno de verão frio(Csc)
Esse subtipo de clima mediterrâneo é raro e possui verões mais secos do que os invernos e menos de quatro meses com temperatura média igual ou superior a  10 °C, além de não ter um mês de inverno com médias entre 0 °C e -3 °C, sendo predominantemente encontrado nos Estados Unidos, nas áreas montanhosas dos estados de Nevada, Óregon e Califórnia,[carece de fontes?] além de ser encontrado também no Chile e no vulcão Haleakalā no Havaí.

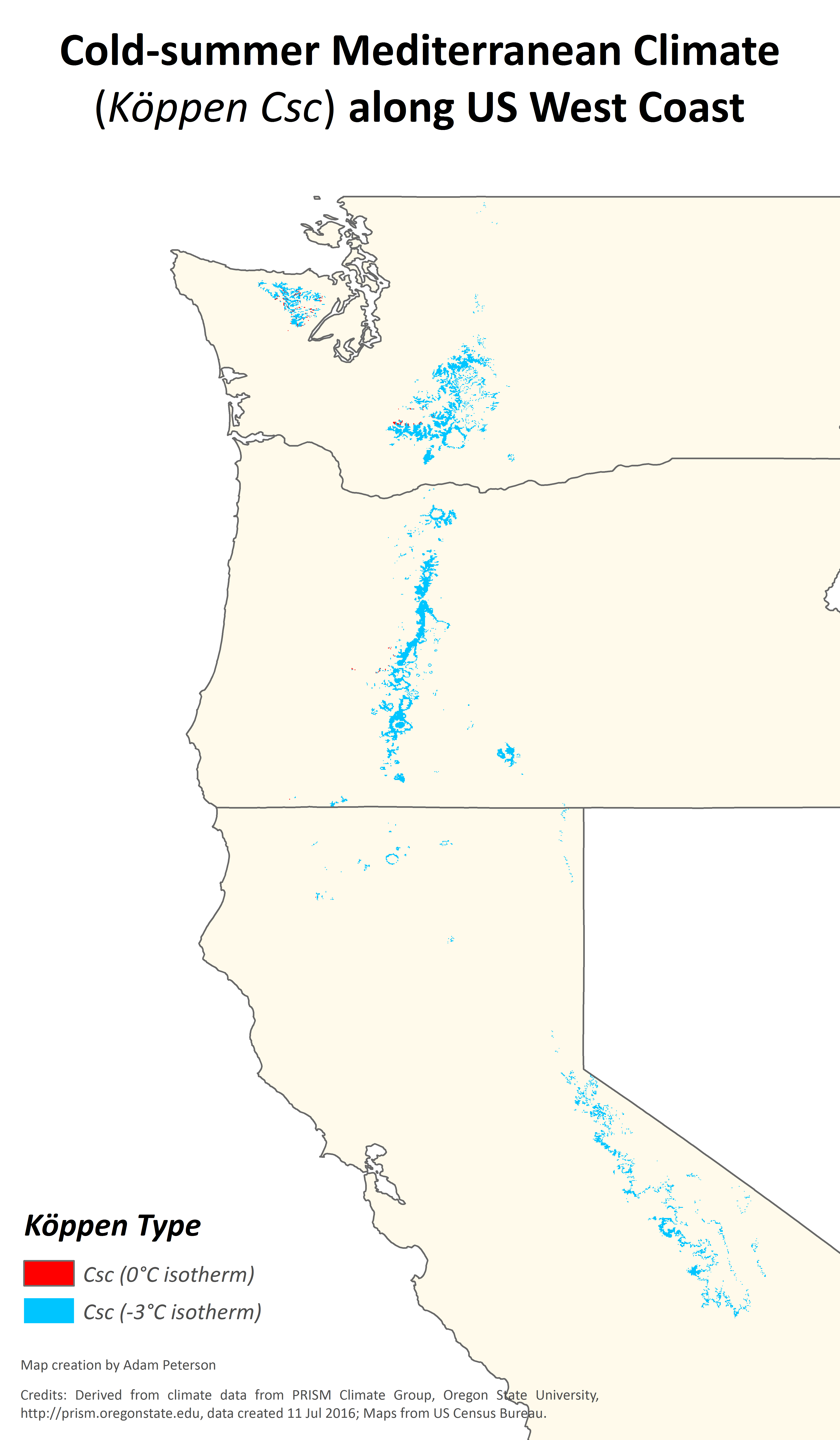
Distribuição do tipo climático Csc nos estados da Califórnia, Oregon e Washington

##### Cidades selecionadas
| Gráfico climático para Balmaceda, Chile                     | Gráfico climático para Balmaceda, Chile | Gráfico climático para Balmaceda, Chile | Gráfico climático para Balmaceda, Chile | Gráfico climático para Balmaceda, Chile | Gráfico climático para Balmaceda, Chile | Gráfico climático para Balmaceda, Chile | Gráfico climático para Balmaceda, Chile | Gráfico climático para Balmaceda, Chile | Gráfico climático para Balmaceda, Chile | Gráfico climático para Balmaceda, Chile | Gráfico climático para Balmaceda, Chile |
| ----------------------------------------------------------- | --------------------------------------- | --------------------------------------- | --------------------------------------- | --------------------------------------- | --------------------------------------- | --------------------------------------- | --------------------------------------- | --------------------------------------- | --------------------------------------- | --------------------------------------- | --------------------------------------- |
| J                                                           | F                                       | M                                       | A                                       | M                                       | J                                       | J                                       | A                                       | S                                       | O                                       | N                                       | D                                       |
| 28 18 7                                                     | 20 18 6                                 | 38 16 5                                 | 54 12 3                                 | 93 8 1                                  | 85 4 -2                                 | 84 4 -3                                 | 72 6 -1                                 | 49 9 0                                  | 30 13 2                                 | 28 15 4                                 | 32 16 6                                 |
| Temperaturas em °C • Precipitações em mmFonte: DMCinfochile |                                         |                                         |                                         |                                         |                                         |                                         |                                         |                                         |                                         |                                         |                                         |

| Gráfico climático para Haleakalā, Havaí                                            | Gráfico climático para Haleakalā, Havaí | Gráfico climático para Haleakalā, Havaí | Gráfico climático para Haleakalā, Havaí | Gráfico climático para Haleakalā, Havaí | Gráfico climático para Haleakalā, Havaí | Gráfico climático para Haleakalā, Havaí | Gráfico climático para Haleakalā, Havaí | Gráfico climático para Haleakalā, Havaí | Gráfico climático para Haleakalā, Havaí | Gráfico climático para Haleakalā, Havaí | Gráfico climático para Haleakalā, Havaí |
| ---------------------------------------------------------------------------------- | --------------------------------------- | --------------------------------------- | --------------------------------------- | --------------------------------------- | --------------------------------------- | --------------------------------------- | --------------------------------------- | --------------------------------------- | --------------------------------------- | --------------------------------------- | --------------------------------------- |
| J                                                                                  | F                                       | M                                       | A                                       | M                                       | J                                       | J                                       | A                                       | S                                       | O                                       | N                                       | D                                       |
| 203 7 1                                                                            | 91 10 2                                 | 78 11 3                                 | 102 11 3                                | 34 13 4                                 | 9.4 15 6                                | 12 14 5                                 | 28 15 6                                 | 40 14 6                                 | 34 14 5                                 | 104 10 3                                | 119 6 -0                                |
| Temperaturas em °C • Precipitações em mmFonte: The Western Regional Climate Center |                                         |                                         |                                         |                                         |                                         |                                         |                                         |                                         |                                         |                                         |                                         |

## Clima subtropical úmido (Cfa e Cwa)
Tal clima usualmente acontece no interior de continentes ou nos litorais a leste de tais continentes, entre latitudes de 23°e 35°. Ao contrário de climas mediterrâneos, uma zona com um clima subtropical possui verões úmidos dado massas tropicais instáveis. No leste asiático, os invernos podem ser secos e mais frios que em outros lugares com latitudes similares, dado à alta pressão atmosférica da Sibéria, e verões úmidos devido à influência das monções. Existem dois tipos de clima subtropical, o Cfa e o Cwa.[carece de fontes?]
Cfa: C: temperatura agradável f: úmido durante todo o ano a: verão quente 
Cwa: C: temperatura agradável w: inverno seco, daí w, winter, inverno em inglês a: verão quente

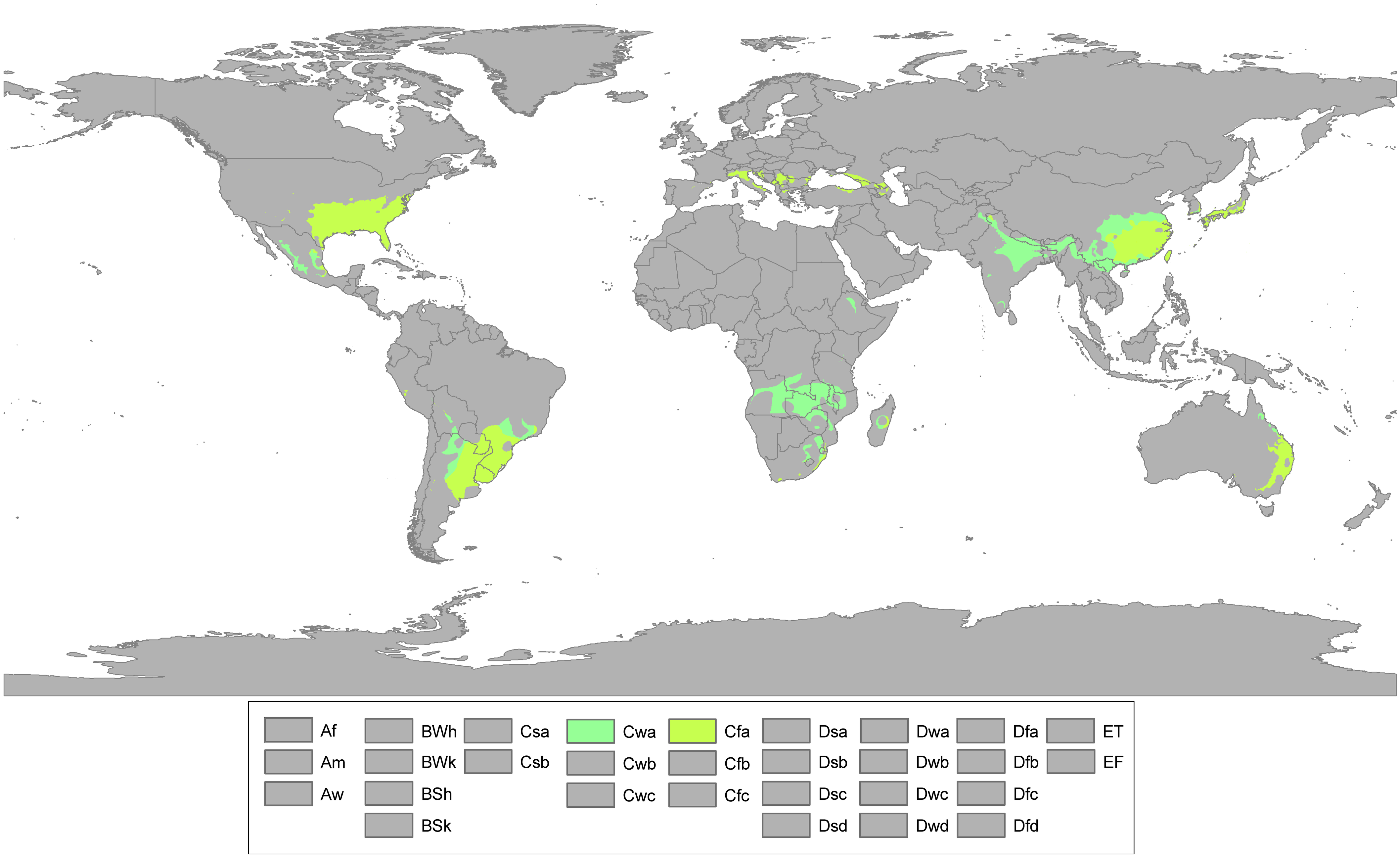
Regiões do mundo com climas subtropicais Cwa e Cfa

### Exemplos
- Porto Alegre, Brasil (Cfa - verões quentes, inverno mais úmido que o verão, porém com precipitação uniforme)
- São Paulo, Brasil (Cwa - verões mais úmidos que o inverno. Invernos com quedas acentuadas nas precipitações)
- Houston, Estados Unidos (Cfa - precipitação uniforme ao longo do ano)
- Brisbane, Austrália (Cfa - verão mais úmido que o inverno)
- Ialta, Ucrânia (Cfa - verão mais seco que o inverno)
- Ludian, China (Cwa - Inverno seco)

### Clima temperado marítimo (Cfb e Cwb)
Os climas temperados marítimos situam-se entre as latitudes de 45º e 61º. Estão normalmente, ao lado dos climas mediterrânicos. No entanto na Austrália encontra-se ao lado do subtropical úmido, e a uma latitude menor. Estes climas são dominantes ao longo do ano. Os Verões são frescos e nublados. Os invernos são frios, porém amenos comparados aos de outros climas, a uma latitude semelhante. Os invernos são frios e os verões frescos, com a média do mês mais quente menor do que 22 °C.

#### Exemplos
- Paris, França
- Ponta Delgada, Açores (Verão mais seco que o Inverno)
- Skagen, Jutlândia do Norte, Dinamarca (Inverno mais seco que o verão)[8]
- Langebaanweg, África do Sul (Verão mais seco que o Inverno)
- Prince Rupert, Colúmbia Britânica, Canadá (Verão mais seco que o Inverno).
- Curitiba, Paraná, Brasil, (verão mais úmido que o inverno).
- Lages, Santa Catarina, Brasil, (Mês mais frio, Julho, como o mais úmido do ano).
- São Joaquim,Santa Catarina, Brasil, (Mês mais frio, Julho, como o mais úmido do ano).
- Campos do Jordão, São Paulo, Brasil, (Inverno abruptamente mais seco que o verão).

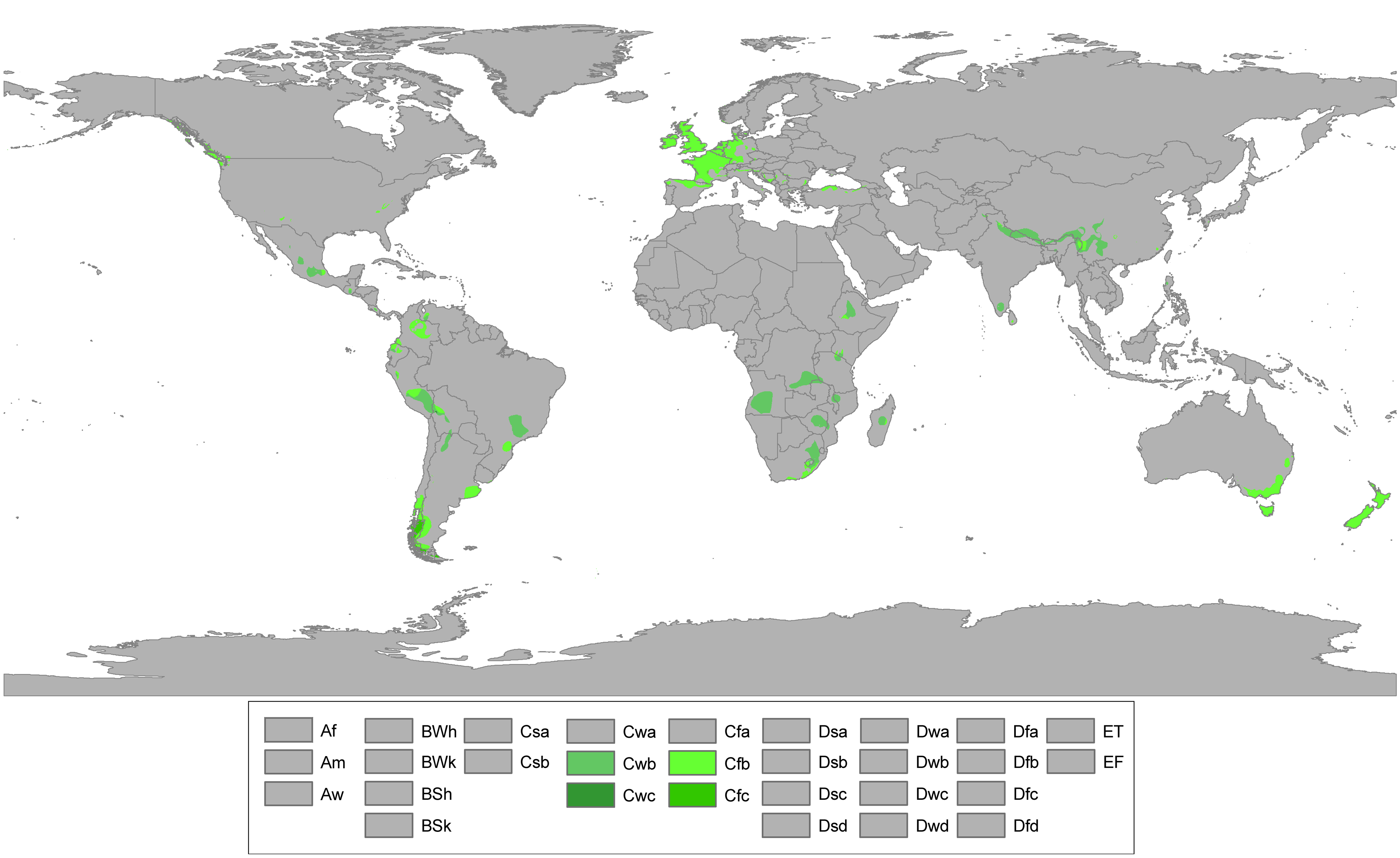
Áreas do mundo com clima marítmo úmido

## Temperado subártico (Cfc)
Tal clima acontece mais perto dos polos que os climas temperados marítimos e está limitado ou a estreitos litorais da parte ocidental dos continentes, ou em ilhas de tais litorais, especialmente no Hemisfério Norte.
Exemplos:
- Punta Arenas, Chile (precipitação uniforme ao longo do ano)
- Monte Dinero, Argentina (verão mais úmido que o inverno)
- Torshavn, Ilhas Faroe (verão mais seco que o inverno).

## Clima temperado continental
Este clima é próprio das regiões do interior dos continentes em latitudes superiores a 45º. Caracteriza-se por uma relativa escassez de chuvas, sobretudo no inverno, devido à distância que as separa das áreas de influencia marítima, e por uma notável amplitude térmica estacional, com as temperaturas de verão bastante altas que contrastam fortemente com os invernos, muito frios. A temperatura média anual é inferior a 10 °C.
Exemplos:
- Moscou, Rússia
- Chicago, Estados Unidos
- Kiev, Ucrânia